# 5701 Baltuck
5701 Baltuck è un asteroide della fascia principale. Scoperto nel 1929, presenta un'orbita caratterizzata da un semiasse maggiore pari a 2,7530814 UA e da un'eccentricità di 0,1925586, inclinata di 6,23589° rispetto all'eclittica.